# Пиронио, Эдуардо Франсиско
Блаженный Эдуардо Франсиско Пиронио (исп. Eduardo Francisco Pironio; 3 декабря 1920, город 9 Июля, Аргентина — 5 февраля 1998, Ватикан) — аргентинский куриальный кардинал и ватиканский сановник. Титулярный епископ Чечири и вспомогательный епископ Ла-Платы с 24 марта 1964 по 19 апреля 1972. Второй епископ Мар-дель-Платы с 19 апреля 1972 по 20 сентября 1975. Титулярный архиепископ Тигеса с 20 сентября 1975 по 24 мая 1976. Про-префект Священной Конгрегации религиозных и светских институтов с 20 сентября 1975 по 29 мая 1976. Префект Священной Конгрегации религиозных и светских институтов с 29 мая 1976 по 8 апреля 1984. Председатель Папского Совета по делам мирян с 8 апреля 1984 по 20 августа 1996. Кардинал-дьякон с титулярной диаконией Санти-Козма-э-Дамиано с 24 мая 1976 по 22 июня 1987. Кардинал-священник pro hac vice с титулом церкви Санти-Козма-э-Дамиано с 22 июня 1987 по 11 июля 1995. Кардинал-епископ Сабины-Поджо Миртето с 11 июля 1995.